# Джем (округ, Айдахо)
Шаблон:StateAbbr_ 44°04′ пн. ш. 116°25′ зх. д. / 44.06° пн. ш. 116.41° зх. д.
Округ  Джем (англ. Gem County) — округ (графство) у штаті  Айдахо, США. Ідентифікатор округу 16045.

## Історія
Округ утворений 1915 року.

## Демографія
За даними перепису 
2000 року 
загальне населення округу становило 15181 осіб, зокрема міського населення було 8311, а сільського — 6870.
Серед мешканців округу чоловіків було 7541, а жінок — 7640. В окрузі було 5539 домогосподарств, 4175 родин, які мешкали в 5888 будинках.
Середній розмір родини становив 3,12.
Віковий розподіл населення поданий у таблиці:
| Стать    | До 15 років | 15-21 | 22-29 | 30-39 | 40-49 | 50-65 | 65-85 | Понад 85 |
| -------- | ----------- | ----- | ----- | ----- | ----- | ----- | ----- | -------- |
| Чоловіки | 1750        | 783   | 606   | 979   | 1099  | 1252  | 950   | 122      |
| Жінки    | 1707        | 728   | 626   | 960   | 1055  | 1262  | 1095  | 207      |

## Суміжні округи
- Адамс — північ
- Веллі — північний схід
- Бойсі — схід
- Ада — південь
- Каньйон — південний захід
- Пайєтт — захід
- Вашингтон — північний захід

## Виноски
1. ↑  (unspecified title) — Москва: ВИНИТИ РАН, 1964. — С. 40. — 235 с.
2. ↑  U.S. Decennial Census. United States Census Bureau. Архів оригіналу за 26 квітня 2015. Процитовано 30 червня 2014.
3. ↑  Historical Census Browser. University of Virginia Library. Архів оригіналу за 11 серпня 2012. Процитовано 30 червня 2014.
4. ↑  Population of Counties by Decennial Census: 1900 to 1990. United States Census Bureau. Архів оригіналу за 30 жовтня 2014. Процитовано 30 червня 2014.
5. ↑  Census 2000 PHC-T-4. Ranking Tables for Counties: 1990 and 2000 (PDF). United States Census Bureau. Архів оригіналу (PDF) за 18 грудня 2014. Процитовано 30 червня 2014.
6. ↑  State & County QuickFacts. United States Census Bureau. Архів оригіналу за 26 травня 2012. Процитовано 30 червня 2014.(англ.) Наведено за англійською вікіпедією.
7. ↑  American FactFinder. Бюро перепису населення США. Архів оригіналу за 21 травня 2008. Процитовано 31 січня 2008.

| США | Це незавершена стаття з географії США. Ви можете допомогти проєкту, виправивши або дописавши її. |